# Бенарриво, Антонио
Антонио Бенарриво (итал. Antonio Benarrivo; род. 21 августа 1968, Бриндизи) — итальянский футболист, защитник.

## Биография
Антонио Бенарриво начал карьеру в клубе серии С1 «Бриндизи», через три сезона он перешёл в клуб серии В «Падова», за который Бенарриво выступал 2 сезона. В 1991 году Антонио был куплен «Пармой», командой, вышедшей из серии В, которая в первый сезон пребывания Бенарриво в клубе вышла в кубок УЕФА. Вскоре Бенарриво становится одним из сильнейших защитников итальянского футбола, а его клуб — одним из лучших в серии А, в 1992 году завоевав кубок Италии, а через год — кубок кубков и суперкубок УЕФА, а в 1995 году «Парма» заняла второе место в чемпионате страны и выиграла кубок УЕФА, этот же успех клуб отпраздновал в 1999 году, присовокупив к нему кубок Италии, а в начале следующего сезона и суперкубок Италии. С 2000 года Бенарриво перестал попадать в стартовый состав «Пармы», довольствуясь ролью дублёра, в 2002 году он выиграл свой последний трофей — кубок Италии, а в 2004 году завершил карьеру.
В сборной Италии Бенарриво дебютировал 22 сентября 1993 года в матче с Эстонией, а всего провёл за сборную 23 матча. Он был участником чемпионата мира в США в 1994 году, где итальянцы заняли второе место, проиграв в финале сборной Бразилии.

## После завершения карьеры
Проживает с семьей в Бриндизи. Занимается строительным бизнесом, участвует в благотворительных матчах.

## Достижения
- Обладатель кубка Италии: 1992, 1999, 2002
- Обладатель кубка кубков: 1993
- Обладатель суперкубка УЕФА: 1993
- Обладатель кубка УЕФА: 1995, 1999
- Обладатель суперкубка Италии: 1999